# Музеї Чернігівської області
Список музеїв Чернігівської області

## Чернігівська область
- Державний історико-культурний заповідник «Качанівка», 251336, Ічнянський район, с. Качанівка
- Чернігівський історичний музей імені В. Тарновського, 250006, м. Чернігів, вул. Музейна, 4

Відділи:
- Музей історії села Піски, 251159, Бобровицький район, с. Піски
- Чернігівський військово-історичний музей, 250013, м. Чернігів, вул. Т. Шевченка, 55а
- Музей національної пам'яті села Вертіївка, 251220, Ніжинський район, смт Вертіївка, вул. Т. Шевченка, 4
- Коропський меморіальний музей М. Кибальчича, 251050, смт Короп, пров. Кибальчича, 18
- Кунашівський історико-меморіальний музей М. Подвойського, 251200, Ніжинський район, с. Кунашівка
- Яхнівський музей радянсько-чехословацької дружби, 251205, Ніжинський район, с. Світанок, вул. К. Готвальда, 1

- Чернігівський музей народного декоративного мистецтва, 250006, м. Чернігів, вул. Музейна, 4
- Ніжинський краєзнавчий музей імені Івана Спаського, 251200, м. Ніжин, вул. Батюка, 14
- Остерський краєзнавчий музей, 251980, м. Остер, вул. Гагаріна, 30
- Сосницький краєзнавчий музей, 251630, смт Сосниця, вул. Десняка, 35
- Ічнянський краєзнавчий музей, 251320, м. Ічня, вул. Воскресінська, 27
- Менський краєзнавчий музей, 251600, м. Мена, вул. Т. Шевченка, 12
- Семенівський краєзнавчий музей, 251710, м. Семенівка, Червона пл., 7
- Прилуцький краєзнавчий музей, 251350, м. Прилуки, вул. Київська, 39
- Березнянський краєзнавчий музей, 251610, Менський район, смт Березна, вул. Свято-Покровська, 4
- Бахмацький історичний музей, 251010, м. Бахмач, вул. Б. Хмельницького, 21
- Корюківський історичний музей, 251550, м. Корюківка, вул. Зарічна, 8
- Національний історико-культурний заповідник «Гетьманська столиця», 251012, Бахмацький район, смт Батурин, вул. Гетьманська, 74
- Коропський регіональний історико-археологічний музей, 251050, смт Короп, вул. Вознесенська, 1
- Меморіальний музей М. Щорса, 251530, м. Сновськ, вул. Миру, 45
- Прилуцький історико-меморіальний музей О. Кошового, 251350, м. Прилуки, вул. Київська, 255
- Державний історико-культурний заповідник «Слово о полку Ігоревім», 251780, м. Новгород-Сіверський, вул. О. Пушкіна, 1
- Козелецький музей історії ткацтва Чернігівщини, 251900, м. Козелець, вул. Соборності, 28
- Чернігівський художній музей, 250006, м. Чернігів, вул. Музейна, 6

- Відділ: Картинна галерея в с. Лемеші, 251980, Козелецький район, с. Лемеші

- Художньо-меморіальний музей-садиба народного художника України О. Ф. Саєнка, 251080, м. Борзна, вул. Партизанська, 58
- Чернігівський літературно-меморіальний музей-заповідник М. М. Коцюбинського, 250000, м. Чернігів, вул. Коцюбинського, 5

- Відділ: Меморіальний музей Л. Ревуцького, 251331, Ічнянський район, с. Іржавець, вул. Ревуцького, 3

- Сосницький літературно-меморіальний музей О. Довженка, 251630, смт Сосниця, 2-й пров. Довженка, 2
- Новгород-Сіверський державний архітектурно-історичний заповідник, (Держбуд), 251780, м. Новгород-Сіверський, вул. Пушкіна, 1
- Обласний історико-меморіальний музей-заповідник Пантелеймона Куліша «Ганнина пустинь», 16400, Борзнянський район, с. Оленівка

## Чернігів
| Назва                                                                         | Місцезнаходження       | Короткий опис | Зображення |
| ----------------------------------------------------------------------------- | ---------------------- | --- | ---------- |
| Національний архітектурно-історичний заповідник «Чернігів Стародавній»        | вул. Преображенська, 1 | |            |
| Чернігівський обласний художній музей ім. Григорія Ґалаґана                   | вул. Горького, 6       | бл. 8 000 експонатів |            |
| Чернігівський обласний історичний музей імені Василя Тарновського             | вул. Горького, 4       | понад 160 000 предметів |            |
| Чернігівський літературно-меморіальний музей-заповідник Михайла Коцюбинського | вул. Коцюбинського, 3  | Музей складається з меморіального будинку М. М. Коцюбинського, будівлі літературної експозиції та меморіального саду Коцюбинських |            |

## Менський район
| Назва                      | Місцезнаходження           | Короткий опис | Зображення |
| -------------------------- | -------------------------- | ------------- | ---------- |
| Менський краєзнавчий музей | Мена, вул. Т. Шевченка, 12 |               |            |

## Ніжинський район
| Назва                       | Місцезнаходження | Короткий опис | Зображення |
| --------------------------- | ---------------- | ------------- | ---------- |
| Яхнівський історичний музей | Світанок         |               |            |

## Новгород-Сіверський район
| Назва                                                                             | Місцезнаходження          | Короткий опис | Зображення |
| --------------------------------------------------------------------------------- | ------------------------- | ------------- | ---------- |
| Новгород-Сіверський історико-культурний музей-заповідник «Слово о полку Ігоревім» | Новгород-Сіверський, вул. |               |            |

## Ріпкинський район
| Назва                                  | Місцезнаходження | Короткий опис | Зображення |
| -------------------------------------- | ---------------- | ------------- | ---------- |
| Ріпкинський історико-краєзнавчий музей | Ріпки,           |               |            |

## Сосницький район
| Назва                                                    | Місцезнаходження                  | Короткий опис | Зображення |
| -------------------------------------------------------- | --------------------------------- | ------------- | ---------- |
| Сосницький літературно-меморіальний музей О. П. Довженка | Сосниця, 2-й провулок Довженка, 2 |               |            |

## Сновський район
| Назва                                            | Місцезнаходження       | Короткий опис | Зображення |
| ------------------------------------------------ | ---------------------- | ------------- | ---------- |
| Щорський історико-меморіальний музей М. О. Щорса | Сновськ, вул. Миру, 45 |               |            |